# Split Mountain
Split Mountain est un sommet culminant à 4 285 mètres d'altitude dans le centre de la Californie, à l'Ouest des États-Unis. Il fait partie de la Sierra Nevada. Il est constitué de granodiorite et de leucogranite. Gravi pour la première fois en 1887 par Frank Saulque et quatre bergers, il est considéré comme l'un des fourteeners les plus faciles de la chaîne. La montagne est protégée par la réserve intégrale John Muir et la forêt nationale d'Inyo à l'est, tandis qu'elle est incluse dans le parc national de Kings Canyon à l'ouest.

## Toponymie
Le chaînon des Palisades est nommé en 1864 par l'équipe de William Henry Brewer de la California Geological Survey. Split Mountain signifie littéralement « montagne fendue », appellation inspirée à Bolton Coit Brown en 1895 en raison de son sommet double. La montagne a précédemment été baptisée Southeast Palisade par la Wheeler Survey en 1878. Elle a aussi porté le nom de South Palisade,.

## Géographie
Split Mountain se situe dans l'Ouest des États-Unis, au centre de l'État de Californie, sur la limite entre les comtés de Fresno et d'Inyo. Il se trouve à 20 kilomètres au sud-ouest de Big Pine, à 38 kilomètres au sud de Bishop et à 120 kilomètres à l'est-nord-est de Fresno, tandis que Sacramento, la capitale de l'État, est à environ 300 kilomètres au nord-ouest, San Francisco à environ 350 kilomètres à l'ouest-nord-ouest et Los Angeles à 320 kilomètres au sud. Les côtes de l'océan Pacifique se trouvent à 280 kilomètres au sud-ouest. Il domine la vallée de l'Owens à l'est, où passe la route 395. Le sommet fait partie d'un chaînon appelé Palisades et s'élève à 4 285 mètres d'altitude, dans la bordure orientale de la Sierra Nevada. Sa hauteur de culminance est de 465 mètres ; le sommet plus élevé le plus proche est le mont Sill, à onze kilomètres au nord-ouest. Split Mountain domine plusieurs lacs glaciaires à l'ouest qui alimentent la South Fork Kings River, qui appartient au bassin de la rivière Kings ; à l'est, le Red Lake donne naissance au Red Mountain Creek, un affluent du Tinehama Creek qui se jette dans le réservoir du même nom, qui alimente la rivière Owens mais dont les eaux sont en partie détournées vers l'aqueduc de Los Angeles.
Split Mountain est née du processus qui a formé la Sierra Nevada. Elle est constituée de granodiorite de couleur foncée reposant sur du leucogranite plus clair émis en profondeur au Crétacé. Durant le Néogène, le soulèvement de la chaîne le long de la faille normale qui la sépare de la province géologique de Basin and Range, à l'est, a permis la formation de glaciers et d'écoulements fluviaux qui ont participé à l'érosion et ont mis au jour ces roches magmatiques.

## Histoire
En raison de sa facilité d'accès, le sommet pourrait avoir été fréquenté pas des Amérindiens Païutes ou Shoshones.
En juillet 1887, Frank Saulque et quatre bergers d'origine basque réalisent la première ascension officielle de la montagne, par un itinéraire incertain, éventuellement par l'arête septentrionale. Le 23 juillet 1902, Joseph et Helen LeConte ainsi que Curtis Lindley effectuent l'ascension par l'arête septentrional depuis le versant occidental. Dans les années 1920, Norman Clyde ouvre trois voies, en réussissant notamment la première ascension en solo de l'épaulement nord-ouest et la première du versant oriental avec Jules Eichorn. Ce dernier, en 1923, réalise avec Glen Dawson la première traversée de l'arête méridionale depuis le pic Cardinal

## Activités

### Randonnée et ascension
Split Mountain est l'un des fourteeners les plus faciles à gravir. La voie normale passant par l'arête septentrionale est une randonnée et peut-être effectuée par l'ouest sans aucune difficulté technique ou, plus généralement, par le Red Lake à l'est, itinéraire plus direct mais nécessitant parfois la pose des mains. Pour accéder au lac, le sentier couvre dix kilomètres et présente 1 200 mètres de dénivelé, auxquels s'ajoutent 1 000 mètres de dénivelé jusqu'au sommet. Il existe une diversité de voies dans les deux cimes, allant jusqu'à une cotation de 5.9.

### Protection environnementale
Le versant oriental de Split Mountain est protégé depuis 1964 au sein de la réserve intégrale John Muir (en anglais : John Muir Wilderness) dont la superficie a progressivement été portée à 2 639 km2, ce qui en fait la plus vaste de Californie. Elle dispose d'une continuité écologique avec la réserve intégrale Ansel Adams au nord-ouest, la réserve intégrale Dinkey Lakes et la réserve intégrale Sequoia-Kings Canyon à l'ouest, la réserve intégrale Monarch au sud-ouest et la réserve intégrale Golden Trout au sud,. La réserve a pour but de garantir un air et une eau purs, ainsi qu'un habitat préservé pour les plantes et les animaux rares et menacés. Elle autorise la pratique de la randonnée pédestre, du trekking, de l'escalade, du canoë-kayak, du rafting, de la randonnée équestre, de l'observation ornithologique ou encore de l'astronomie amateur mais interdit généralement tout type de véhicule à moteur et les groupes de plus de douze personnes. La réserve est gérée conjointement par la forêt nationale d'Inyo, dans sa partie orientale appartenant aux comtés d'Inyo — dont Split Mountain — et de Mono, qui a été créée en 1907 et couvre 7 455 km2, et par la forêt nationale de Sierra, dans sa partie occidentale appartenant aux comtés de Fresno et de Madera, qui a été créée en 1893 et couvre 5 309 km2.
Le versant occidental est protégé depuis 1940 au sein du parc national de Kings Canyon qui couvre 1 869 km2. Il est géré par le National Park Service.